# Санта-Марія-дель-Валь
Санта-Марія-дель-Валь (ісп. Santa María del Val) — муніципалітет в Іспанії, у складі автономної спільноти Кастилія-Ла-Манча, у провінції Куенка. Населення — 82 особи (2010).
Муніципалітет розташований на відстані близько 140 км на схід від Мадрида, 48 км на північ від Куенки.

## Демографія
Динаміка населення (INE ):